# (5996) Julioangel
(5996) Julioangel (1983 NR) – planetoida z pasa głównego asteroid okrążająca Słońce w ciągu 4,09 lat w średniej odległości 2,56 j.a. Odkryta 11 lipca 1983 roku.